# 湯田中站

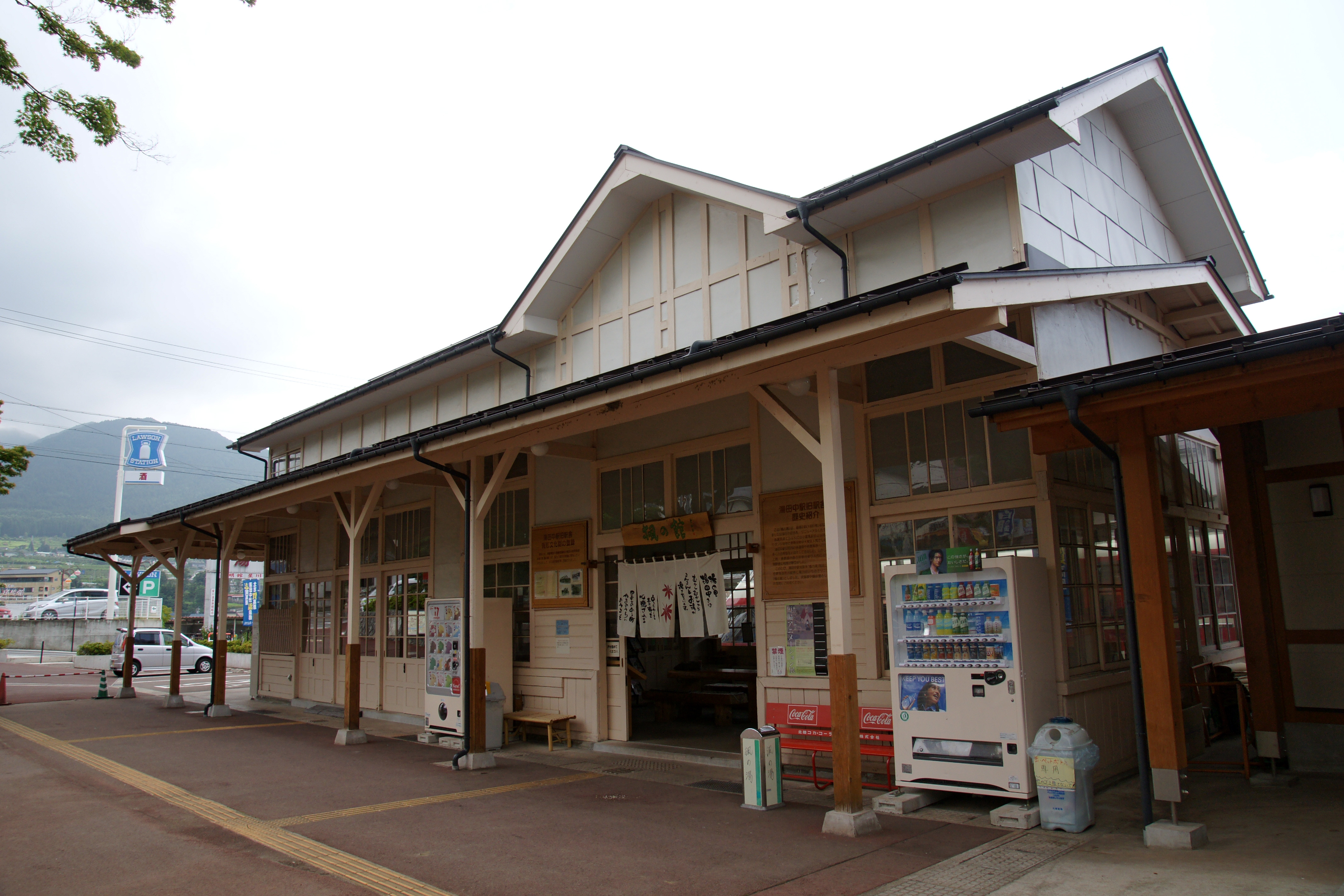
舊車站大樓（現時：「楓之館」）

湯田中站（日语：／ Yudanaka eki */?）是位於長野縣下高井郡山之內町大字平穩，長野電鐵的長野線車站（終點站）。車站編號為N24。車站位於海拔599.76米，為長野電鐵最高的車站。

## 歷史
- 1920年（大正9年）7月26日 - 信州中野 - 澀安代之間申請建設地方鐵路許可。
- 1921年（大正10年）5月26日 - 得到建設鐵路許可。
- 1927年（昭和2年）
  - 4月28日 - 此站啟用，當時名為平穩站[1]。
  - 8月27日 - 改變路線名稱，此站成為山之內線車站。
- 1931年（昭和6年）
  - 7月10日 - 未開始動工之區間，此站至澀安代（1.8公里）之間的鐵路建設工程竣工申請延期但被駁回。
  - 7月14日 - 此站至澀安代（1.8公里）之間鐵路建設許可失效。
- 1937年（昭和12年）
  - 1月2日 - 首次設有國鐵列車經長野站駛入至此站。
  - 7月17日 - 國鐵列車開始經屋代站駛入至此站。
- 1949年（昭和24年）5月10日 - 此站至澀安代（1.3公里）之間得到鐵路建設許可。
- 1955年（昭和30年）11月15日 - 南車站大樓（現時車站大樓）完成[1]。
- 1958年（昭和33年）5月13日 - 此站至澀安代（1.3公里）之間的鐵路建設許可失效。
- 1971年（昭和46年）5月1日 - 結束貨物業務。
- 1982年（昭和57年）11月15日 - 從國鐵線直通運輸的急行列車「志賀」（上野站至此站）之間廢止。
- 2002年（平成14年）9月18日 - 改變路線名稱，此站成為長野線車站。
- 2004年（平成16年）12月10日 - 舊車站大樓被登錄成為國家登錄有形文化財。
- 2006年（平成18年）
  - 8月31日 - 最後一班折返式鐵路運輸日。
  - 9月1日 - 同月30日進行工程後，折返式鐵路廢止。
- 2010年（平成22年） - 車站業務委托北信觀光的士（現時：長電的士（日语：長電タクシー））負責。
- 2012年（平成24年） - 車站業務再次直營化。
- 2021年（令和3年） - 早上和深夜部分時段變為無人車站。

## 車站構造

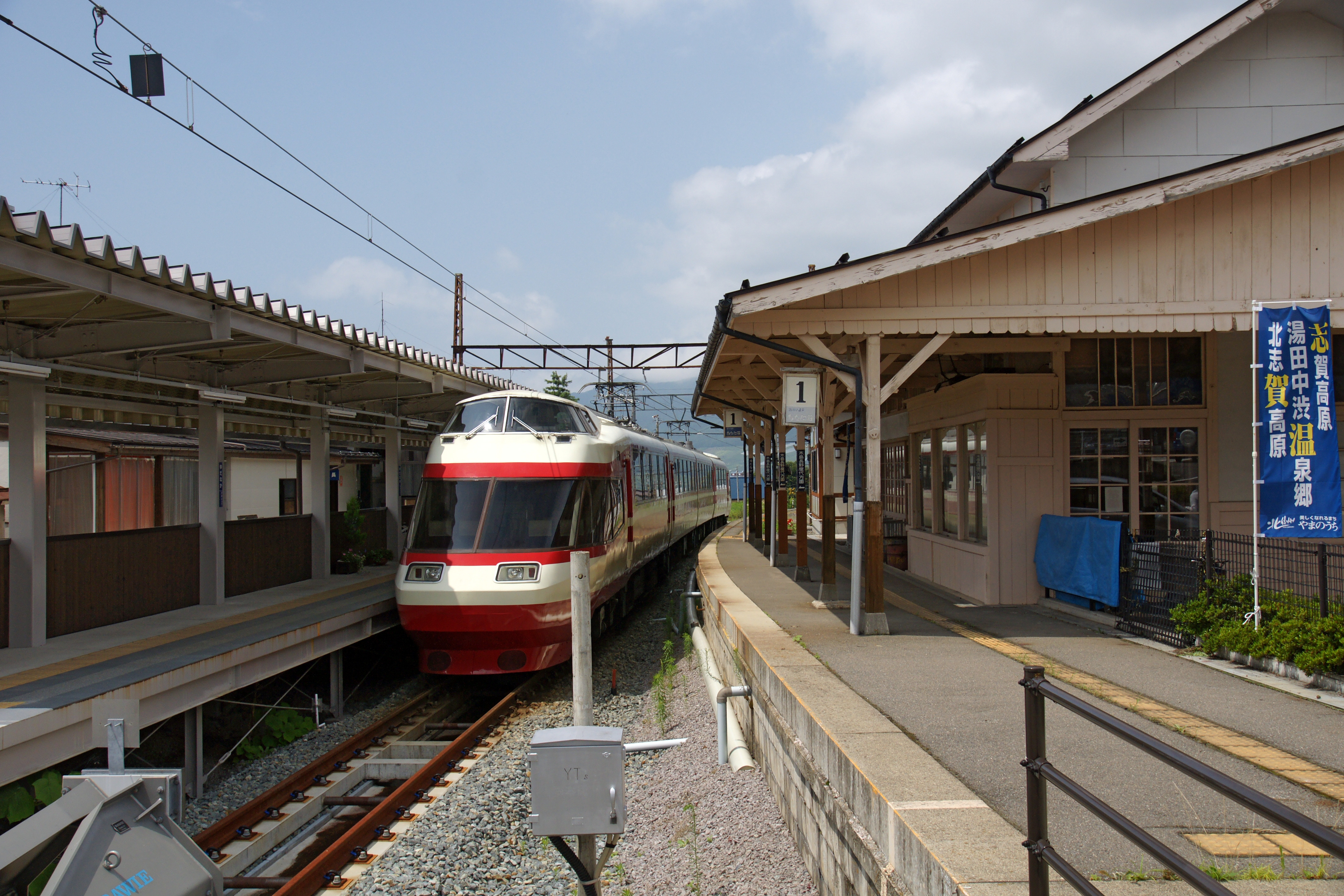
月台

車站是一座地面車站，設有1面1線單式月台。此站為有人車站。車站大樓內設有站務室、候車室和觀光詢問處。此站設有自動售票機（輕觸式2台）。在一段時期，車站業務委托了長電的士負責，後來變回直營。
在列車到達時，月台會播放「美麗的志賀高原」（作詞：西澤爽/作曲：古賀政男/唱:岡本敦郎）。另一方面，列車出發時通常會響起發車鐘聲。

## 使用狀況
以下為近年1日平均乘車人次變化。
| 年度   | 一日平均 乘車人次 |
| ------ | ----------------- |
| 2010年 | 557               |
| 2011年 | 546               |
| 2012年 | 526               |
| 2013年 | 540               |
| 2014年 | 543               |
| 2015年 | 646               |
| 2016年 | 586               |
| 2017年 | 577               |
| 2018年 | 605               |

## 車站周邊
舊1號月台側邊設有「湯田中站前溫泉 楓之湯」（即日來回的入浴設施]]），該設施的休息室可看見月台。鄰接「楓之湯」設有舊車站大樓「楓之館」，該處也設有休息室。
站前設有足湯。車站周邊是湯田中溫泉與新湯田中溫泉等湯田中澀溫泉鄉。曾經車站南部設有湯田中索道與五輪高原滑雪場。
- 夜間瀨川（日语：夜間瀬川）
- 世界和平聖觀音
- 山之內町公所[1]
- 山之內町立山之內中學
- 蟻川圖書館
- 湯田中郵局（日语：湯田中郵便局）
- 八十二銀行（日语：八十二銀行）
- 長電巴士（日语：長電バス）湯田中營業所
- 長電的士（日语：長電タクシー）湯田中營業所

## 巴士路線
站前廣場設有長電巴士湯田中站巴士站。該處也是湯田中營業所的所在地で。站內設有巴士售票櫃臺。車站西北方設有巴士車廠。此站是鐵路轉乘巴士前往志賀高原方向的據點。
- 高速巴士 湯田中、長野 - 京都、大阪、神戶線（與南海巴士（日语：南海バス）聯營）- 前往京都站、大阪（難波） 、三宮巴士總站、USJ
- 上林線 - 前往中野駅 / 前往安代溫泉（日语：安代温泉）、澀溫泉（日语：渋温泉）、上林溫泉（日语：上林温泉）
- 菅線 - 前往中野站
- 白根火山線 - 前往蓮池、白根火山
  - 在白根火山可轉乘JR巴士前往草津溫泉（日语：草津温泉駅）和長野原草津口站方向。曾經車站中設有志賀草津高原路線（日语：志賀草津高原線）的資訊。
- 奧志賀高原線 - 前往蓮池、奧志賀高原酒店（日语：奥志賀高原スキー場）

另外，曾經在冬季的星期六及假日設有前往地獄谷野猿公苑的「雪猴觀看假期巴士」（需預約）。該巴士在2018至2019季度後便不再行走。

## 相鄰車站
長野電鐵
■長野線
■A特急、■B特急
信州中野（N19）－湯田中（N24）
■普通
上條（N23）－湯田中（N24）

## 注腳
1. 1 2 3 4 5 6 7 8 9 10 11 12  信濃毎日新聞社出版部. . 信濃毎日新聞社. 2011-07-24: 288-289. ISBN 9784784071647 （日语）.
2. ↑  《長野縣統計書》各年度版。
3. 1 2  . 長電バス.   [2021-03-25]. （原始内容存档于2021-08-31） （日语）.
4. ↑   (PDF). 山ノ内町.   [2021-03-25]. （原始内容存档 (PDF)于2021-09-07） （日语）.
5. ↑  . 地獄谷野猿公苑.   [2021-03-25]. （原始内容存档于2021-05-15） （日语）.

## 外部連結
- 湯田中站｜各站資訊 （页面存档备份，存于）（日語） - 長野電鐵